# Свен-Ерік Соосаар

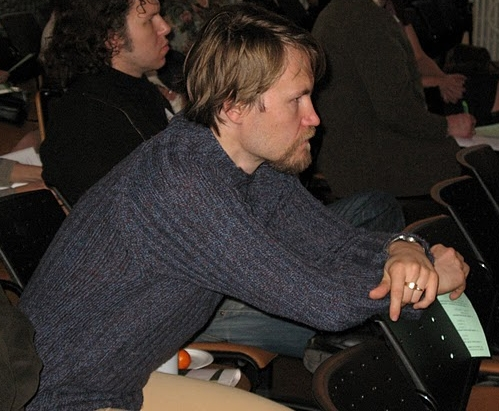
Свен-Ерік Соосаар, 2008

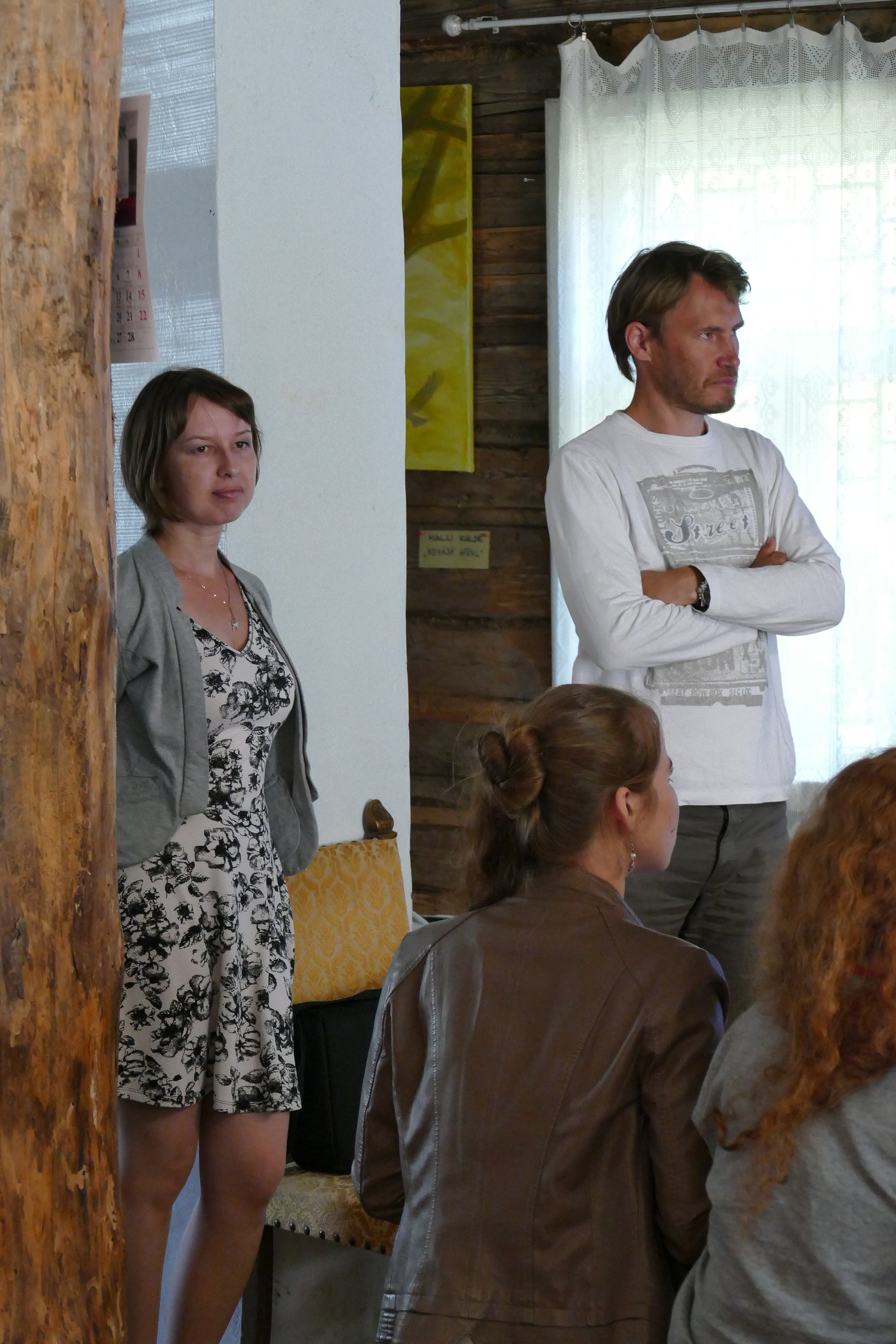
Свен-Ерік Соосаар на фінсько-угорському вікі-семінарі в Обініці у 2015 році

Свен-Ерік Соосаар (ест. Sven-Erik Soosaar; нар. 12 листопада 1973) — естонський лінгвіст і вікіпедист, лексикограф, лексиколог, етимолог, дослідник естонської, ненецької та марійської мов. З 2016 року працює в Інституті естонської мови на посаді старшого лексикографа.

## Освіта і кар'єра
У 1980—1991 роках Соосаар навчався в середній школі Пелгулінна в Таллінні. У 1995 році закінчив Тартуський університет за спеціальністю класична філологія. У 1995—1996 роках вивчав гренландську мову та літературу в Університеті Гренландії. У 1997—1998 роках вивчав фіноугристику та ассиріологію в Гельсінському університеті. У 1998 році отримав ступінь магістра естонської та фіно-угорської філології в Тартуському університеті з дисертацією «Спільні риси самоїдів і ескалеутів». У 2001—2002 роках вивчав загальну лінгвістику в Університеті Констанца.
У 2001—2002 роках працював в Інституті естонської мови асистентом, у 2002—2003 роках — позаштатним науковим співробітником. З 2003 по 2013 рр. — науковий співробітник цієї ж установи.
У 2008—2011 роках був керівником відділу Інституту естонської мови та членом наукової ради.
У 2011 році Соосаар вступив до докторантури естонської та фіно-угорської філології Тартуського університету.
З січня 2013 року по січень 2015 року працював стипендіатом найбільшого фонду Фінляндії Koneen Säätiö у робочій групі мовного технолога Джека Рутера в Гельсінському університеті.
У грудні 2017 року Свен-Ерік Соосаар захистив докторський ступінь з лінгвістики (філологія та лінгвістика) в Тартуському університеті з дисертацією «Особливості розвитку культурної лексики естонської мови — естонська як прикордонна мова» (керівники Крістіна Росс та Урмас Сутроп, опонент Кайса Хаккінен, почесний професор Університету Турку).
У 2020—2022 роках — експерт від естонської сторони на Постійному форумі ООН з питань корінних народів.

## Наука
Соосаар опублікував «Естонсько-тундраненський словник» (2000) та «Угорсько-естонський словник» (2007), разом із Сілардом Тотігою також «Естонсько-угорський словник» (2000). Був одним із редакторів і доповнювачів другого видання (2002) «Латино-естонського словника» та одним із укладачів і редакторів «Естонського етимологічного словника» (2012).
Соосаар переклав діалог Платона «Євтифрон» з давньогрецької та циліндр А храмового гімну царя Гудеа з шумерської.

## Соціальна дія
З 1998 року Соосаар є членом Фінсько-угорського товариства Фінляндії, а з 2001 року — членом Товариства рідної мови. У 2008—2009 роках входив до оргкомітету XII Міжнародної конференції з мов меншин.
Є членом правління двох некомерційних організацій — Фенно-угорського фонду та Естонського угорського товариства. У 2014—2018 роках також був членом правління некомерційної організації Wikimedia Estonia (був також головою правління) .
З 2005 року Свен-Ерік Соосаар активно бере участь у розвитку Вікіпедії естонською мовою.

## Подяки
- 2021 — Волонтер року (Естонія)[10][11]

## Публікації
- Audova, I.; Klesment, P.; Künnap, A.; Mägi, K.; Soosaar, S. (1999). «Uralic Nasal Vx.2P.Sg.» Fenno-Ugristica, 22, 35−40.
- Soosaar, S. (1999). «Comparison of Conjugations in Samoyed and Eskaleut: Their uses and Origin». Fenno-Ugristica, 22, 219−223.
- Soosaar, S. (1999). «Kas rahvad ja keeled veatult kirjas?». Keel ja Kirjandus, 2, 124.
- Soosaar, S.-E. (2000). «Baski keelest». Akadeemia, 2, 366−374.
- Soosaar, S. (2000). «The relations of Samoyed languages to the neighbouring languages». Études finno-ougriennes, 31, 157—166.
- Amon, M.; Audova, I.; Balode, Z.; Chamberlin, M.; Klesment, P.; Kroll, T.; Künnap, A.; Kuznecov, N.; Kuprina, J.; Mägi, K.; Matisen, E.; Ojamaa, T.; Sarv, K.; Sarv, M.; Sažina, N.; Soosaar, S.; Torn, R.; Toulouze, E.; Verschik, Anna (2000). «Some Apects and Cases of Contemporary Research of Uralic Languages and Their Contacts». Fenno-Ugristica, 23, 239−244.
- Soosaar, S.; Klesment, P.; Künnap, A. (2003). «Appearance of Some Supposed Proto-Uralic Structural Features in Current Uralic and Neighbouring non-Uralic Languages». Fenno-Ugristica, 25, 63−69.
- Klesment, P.; Kunnap, A.; Soosaar, SE.; Taagepera, R. (2003). «Common phonetic and grammatical features of the Uralic languages and other languages in northern Eurasia». Journal of Indo-European Studies, 31, 363−389.
- Soosaar, Sven-Erik (2006). «Mõne eesti keele kaubandusalase sõna päritolust areaalsel taustal». Emakeele Seltsi aastaraamat, 51, 138−147.
- Ross, Kristiina; Soosaar, Sven-Erik (2007). «Eesti vaimuliku kultuuri sõnavara kujunemisest: veel kord ristimisest». Keel ja Kirjandus, 10, 769−782.
- Soosaar, Sven-Erik (2012). «About a fashion-related Estonian-Swedish loanword krunn». Eesti ja soome-ugri keeleteaduse ajakiri / Journal of Estonian and Finno-Ugric Linguistics, 3 (1), 195−202.
- Oja, Vilja; Soosaar, Sven-Erik (2013). «Eesti 'põrgu'»;. Emakeele Seltsi aastaraamat, 58, 148−167.10.3176/ESA58.07.
- Metsmägi, Iris; Sedrik, Meeli; Soosaar, Sven-Erik (2013). «Eesti kirjakeele tüvevara päritolu arvudes». Keel ja Kirjandus, 5, 313−332.
- Soosaar, Sven-Erik (2013). «The origins of stems of Standard Estonian — a statistical overview». Trames: Journal of the Humanities and Social Sciences, 17 (3), 273−300.10.3176/tr.2013.3.04.
- Soosaar, Sven-Erik (2013). «Päästma ja päästja — ühest eesti ja läti keele ühisest tüvest». Eesti ja soome-ugri keeleteaduse ajakiri / Journal of Estonian and Finno-Ugric Linguistics, 4 (3), 195−204.
- Soosaar, Sven-Erik (2016). «Agape vastete kujunemisest eesti piiblitõlgetes». Emakeele Seltsi aastaraamat, 61 (1), 233−252.
- Tender, Tõnu; Soosaar, Sven-Erik (2017). «Soome-Eesti keelesild XXI sajandil». Keel ja Kirjandus, 10, 753−770.
- Soosaar, Sven-Erik (2017). «Eesti keele kultuursõnavara arengujooni — eesti keel kui piirikeel». (Doktoritöö, Tartu Ülikool). Tartu: Tartu Ülikooli Kirjastus.